# Corticaria johnsonii
Corticaria johnsonii is een keversoort uit de familie schimmelkevers (Latridiidae). De wetenschappelijke naam van de soort werd in 2007 gepubliceerd door Marino & Jose Lopez, Maria.